# 中华人民共和国第十一届运动会闭幕式
中华人民共和国第十一届运动会闭幕式于北京时间2009年10月28日晚上8时在济南奥体中心体育馆举行。中华人民共和国国务院总理温家宝出席闭幕式，并宣布本届全运会闭幕。

## 流程
- 国家领导人及各界贵宾进场
- 运动员入场
- 歌曲《有朋自远方来》(演唱：联华/王莉)
- 崔大林为刘子歌颁奖
- 蔡振华为一级奖章的运动员上台领奖
- 国家领导人宣布：第十一届全国运动会闭幕

闭幕式文艺表演：《辉煌的记忆》
- 第一篇章：记忆的泉水
  - 舞蹈《泉水》
  - 儿童诗朗诵《四季》
  - 歌舞《冬季恋歌》(金海心)
  - 歌舞《春天》(祖海)
  - 舞蹈《风摆荷柳》
  - 歌舞《秋天的童话》
- 第二篇章：激情的跑道
  - 行为舞蹈《奔跑》(多届全运冠军接力)
  - 舞蹈《律动》(第七套广播体操)
  - 芭蕾《跳跃》
  - 武术《燃烧》
  - 舞蹈《飞腾》
  - 舞蹈《啦啦操表演》
- 圣火熄灭仪式

中华人民共和国第十一届运动会组织委员会副主任兼秘书长、山东省副省长黄胜宣布：圣火熄灭仪式开始
- 文艺表演第三篇章：星空
  - 闭幕式主题歌《星空》(廖昌永、曹芙嘉主唱)
  - 降全运会会旗及第十一届全运会会旗、奏第十一届全运会会歌
  - 交接全运会会旗
  - 歌舞《梦想》(韦唯主唱)